# Enfield, Nova Scotia
Enfield är en ort i Kanada.   Den ligger i Halifax Regional Municipality i  provinsen Nova Scotia, i den östra delen av landet, 1 000 km öster om huvudstaden Ottawa. Enfield ligger 29 meter över havet och antalet invånare är 5 016.
Terrängen runt Enfield är platt. Runt Enfield är det ganska glesbefolkat, med 21 invånare per kvadratkilometer. Enfield är det största samhället i trakten. 
I omgivningarna runt Enfield växer i huvudsak blandskog.